# Hyperaspis concavus
Hyperaspis concavus är en skalbaggsart som beskrevs av Watson 1969. Hyperaspis concavus ingår i släktet Hyperaspis och familjen nyckelpigor. Inga underarter finns listade i Catalogue of Life.